# Kanton Le Grand Couronné
Le Grand Couronné is een kanton van het Franse departement Meurthe-et-Moselle. Het kanton maakt deel uit van het arrondissement Nancy en telde 32.436 inwoners in 2018.
Het kanton werd gevormd ingevolge het decreet van 26 februari 2014 met uitwerking op 22 maart 2015 en met Laneuveville-devant-Nancy als hoofdplaats.

## Gemeenten
Het kanton omvat volgende gemeenten:
- Agincourt
- Amance
- Art-sur-Meurthe
- Bouxières-aux-Chênes
- Buissoncourt
- Cerville
- Champenoux
- Dommartin-sous-Amance
- Erbéviller-sur-Amezule
- Eulmont
- Gellenoncourt
- Haraucourt
- Laître-sous-Amance
- Laneuvelotte
- Laneuveville-devant-Nancy
- Lenoncourt
- Mazerulles
- Moncel-sur-Seille
- Pulnoy
- Réméréville
- Saulxures-lès-Nancy
- Seichamps
- Sornéville
- Velaine-sous-Amance